# Дом тёти Леонии
Дом тёти Леонии (фр. Maison de Tante Léonie), или музей Марселя Пруста — дом в Илье-Комбре (департамент Эр и Луар), где Марсель Пруст бывал в детстве у своей тёти Элизабет, которая стала прототипом тёти Леонии в романе «В поисках утраченного времени», и её мужа Жюля Амио.

## История

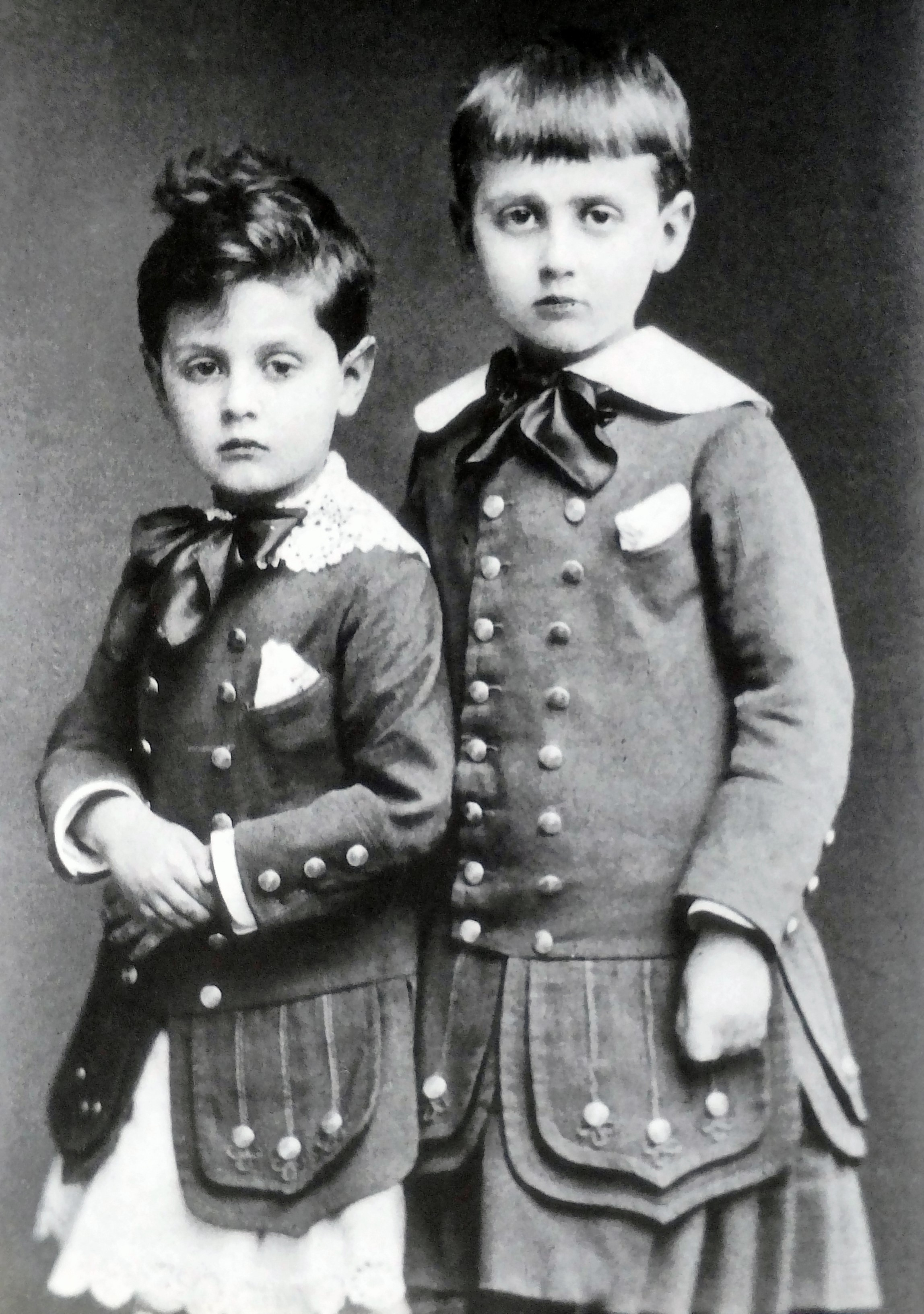
Марсель (справа) и Робер Пруст в 1877 году

Предки Марселя Пруста обосновались в Илье с XVI века, владели землёй в его окрестностях и вели торговлю. Здесь родился его отец Адриан Пруст; здесь жила и сестра отца Элизабет (1828—1886), вышедшая замуж за местного жителя Жюля Амио (фр. Jules Amiot, 1816—1912). Жюль Амио был крупным коммерсантом, ему принадлежал магазин модных товаров. Дом супругов находился неподалёку от главной площади (где располагалась бакалейная лавка деда Пруста, отца Адриана и Элизабет), на улице Святого Духа. Здание, сохранившееся до наших дней, представляет собой типичный буржуазный дом XIX века.
В возрасте от шести до девяти лет Марсель проводил у тёти Элизабет пасхальные и летние каникулы. Позже эти поездки прекратились из-за приступов астмы, и Илье превратился для ребёнка в потерянный рай. В последний раз Марсель побывал в Илье в возрасте пятнадцати лет, когда его тётки уже не было в живых. Однако именно ей, по словам биографа Пруста Андре Моруа, «после многих заклинаний предстояло впоследствии превратиться для своего племянника, да и для целого света, в тетушку Леонию».

## В романе
Дом тёти Леонии неоднократно упоминается и подробно описывается в первой книге цикла романов «В поисках утраченного времени» — «По направлению к Свану». Главный герой, или Рассказчик, гостит у своей двоюродной тётки Леонии в Комбре. Дом, где она живёт, расположенный в центре города и окружённый садом, принадлежит двоюродной бабушке Рассказчика, сестре его деда Амедея. Её дочь — тётя Леония — постоянно живёт в Комбре и приходится Рассказчику двоюродной тёткой. После смерти мужа она не выходит из дома и лишь из окон наблюдает за жизнью городка: 
Ее комнаты выходили окнами на улицу Святого Иакова, упиравшуюся вдали в Большой луг (названный так в отличие от Малого луга, зеленевшего посреди города, на перекрестке трех улиц); эти одинаковые, сероватые комнаты с тремя высокими песчаниковыми ступенями чуть ли не перед каждой дверью напоминали углубления, проделанные в скале резчиком готических изображений, задумавшим высечь рождественские ясли или же Голгофу.

Именно тётя Леония угощает юного героя пирожными-мадленками, вкус которых спустя годы напомнит ему детство в Комбре и послужит толчком для развёртывания целого клубка воспоминаний: 
И как только я вновь ощутил вкус размоченного в липовом чае бисквита, которым меня угощала тетя… в то же мгновенье старый серый дом фасадом на улицу, куда выходили окна тетиной комнаты, пристроился, как декорация, к флигельку окнами в сад, выстроенному за домом для моих родителей… А стоило появиться дому — и я уже видел городок, каким он был утром, днем, вечером, в любую погоду, площадь, куда меня водили перед завтраком, улицы, по которым я ходил, далекие прогулки в ясную погоду. <...> весь Комбре и его окрестности — всё, что имеет форму и обладает плотностью — выплыло из чашки чаю.
Дом и сад в Комбре, описанные в романе, не во всём сходны со своим реальным прототипом. Их образ, возможно, был отчасти вдохновлён домом Луи Вейля (деда Марселя по матери) в парижском пригороде Отёй, где будущий писатель появился на свет и впоследствии регулярно бывал с родителями. То же касается и самой тёти Леонии: её прототип — тётя Элизабет — в описываемое Прустом время не была вдовой и её образ жизни, вероятно, весьма отличался от изображённого писателем.

## Музей Марселя Пруста

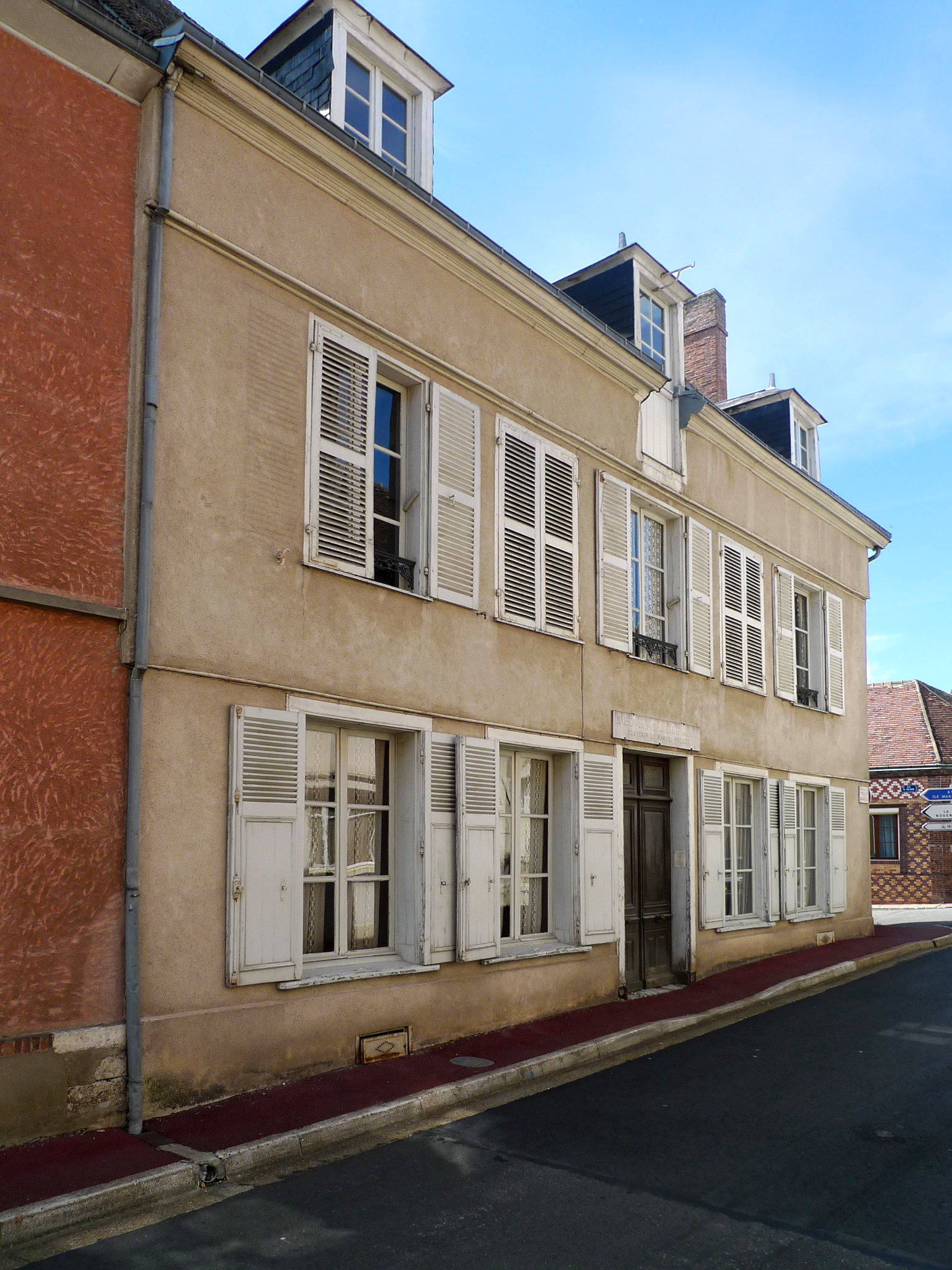
Фасад дома

В 1954 году дом приобрела двоюродная сестра Пруста, Жермен Амио (фр. Germaine Amiot). Благодаря дарам членов семьи Пруста в доме удалось создать музей, владеющий большой коллекцией мебели, предметов быта, фотографий, картин, писем и документов, принадлежавших писателю. Официальное открытие состоялось в 1971 году, в честь столетнего юбилея Пруста. В 1976 году, незадолго до смерти, Жермен Амио передала дом Обществу друзей Марселя Пруста (фр. Société des Amis de Marcel Proust). Впоследствии Одиль Жеводан-Альбаре (фр. Одиль Gévaudan-Albaret), дочь горничной Пруста Селесты Альбаре, отдала в дар музею мебель из последней квартиры Пруста на бульваре Осман, благодаря чему стало возможным открытие новых комнат.

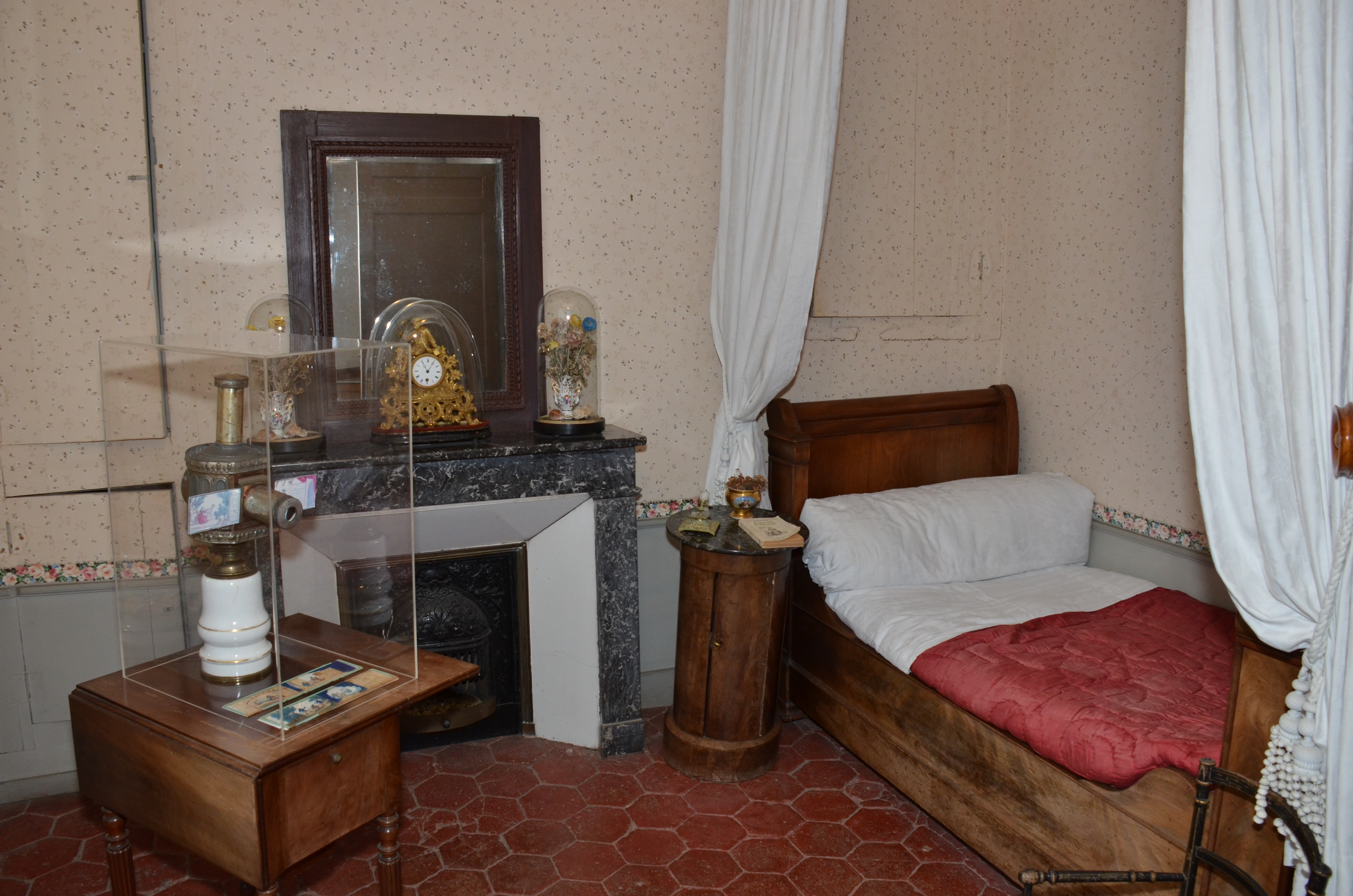
Комната маленького Марселя

В настоящее время помещения музея включают кухню, столовую, спальню маленького Марселя, комнату тёти Леонии, «восточный салон» дяди Жюля, комнату, где демонстрируются фотографии Надара, представляющие парижское высшее общество эпохи Пруста и некоторых прототипов прустовских персонажей, а также комнату, где экспонируются разнообразные объекты и документы, принадлежавшие Прустам. В целом музей воссоздаёт одновременно и подлинную обстановку дома Элизабет Амио, и описанные в «Поисках» комнаты дома тётушки Леонии.
С 1961 года дом имеет статус исторического памятника. Ежегодно музей посещают около четырёх-пяти тысяч человек. Здесь также регулярно проводятся заседания созданного в 1947 году Общества друзей Пруста, чьей целью является объединение читателей Пруста и популяризация его творчества.